# P. K. Le Roux

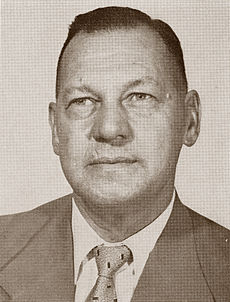
P. K. Le Roux (1960)

Pieter Mattheus Kruger Le Roux (* 11. November 1904 in Doornkraal, De Rust, Oudtshoorn, Kapkolonie; † 23. Juni 1985 in Wilderness, Kapprovinz) war ein südafrikanischer Politiker der Nasionale Party (NP), der unter anderem mehrmals Minister verschiedener Ressorts war.

## Leben
Pieter Mattheus Kruger Le Roux absolvierte nach dem Besuch der Outeniqua High School in George ein Studium der Agrarwissenschaften an der Universität Stellenbosch, das er 1923 mit einem Bachelor of Science (B.Sc.) abschloss. Danach war er als Farmer tätig und engagierte sich bei der Gründung landwirtschaftlicher Kooperativen in der partiell als Halbwüstenlandschaft ausgeprägten Karoo. Bei einer Nachwahl am 23. April 1942 bewarb er sich für die im Wahlkreis Riversdale ohne Erfolg für einen Sitz in der Abgeordnetenkammer (Volksraad van Suid-Afrika). Bei der Wahl vom 7. Juli 1943 kandidierte er im Wahlkreis Bredasdorp, unterlag aber mit 3280 Stimmen (42,9 Prozent) deutlich dem Kandidaten der United Party und Minister für Eingeborenenangelegenheiten, Pieter Voltelyn Graham van der Byl, auf den 4326 Stimmen (56,5 Prozent) entfielen. Bei der Wahl vom 26. Mai 1948 wurde er für die Nasionale Party (NP) im Wahlkreis Victoria West erstmals zum Mitglied der Abgeordnetenkammer gewählt. Während er bei seiner ersten Wahl nur mit 24 Stimmen Unterschied zu seinem Gegenkandidaten gewählt wurde, erfolgten seine Wiederwahlen am 15. April 1953 im Wahlkreis Prieska sowie am 16. April 1958 im Wahlkreis Oudtshoorn jeweils mit deutlichen absoluten Mehrheiten. Bei den Wahlen vom 8. Oktober 1961, 30. März 1966 sowie 22. April 1970 zog er im Wahlkreis Oudtshoorn jedes Mal ohne Gegenkandidaten wieder als Mitglied in die Abgeordnetenkammer ein.
Im Mai 1958 wurde Le Roux von Premierminister Johannes Gerhardus Strijdom als Nachfolger des erkrankten Stephanus Petrus le Roux zum Landwirtschaftsminister in das Kabinett Strijdom ernannt. In der nach dem Tode von Strijdom am 24. August 1958 von Premierminister Hendrik Frensch Verwoerd am 2. September 1958 übernommenen Regierung wurde er Minister für Wasser und landwirtschaftliche technische Dienste. Dieses Ministeramt bekleidete er vom 8. Oktober 1961 bis zum 30. März 1966 im Kabinett Verwoerd I. In dem im Anschluss gebildeten Kabinett Verwoerd II wurde er am 1. April 1966 Innenminister und übernahm diese Funktion in dem nach der Ermordung von Premierminister Verwoerd von Premierminister Balthazar Johannes Vorster am 13. September 1966 gebildeten Kabinett Vorster I. Im Zuge einer Kabinettsumbildung wurde er 1968 von Lourens Muller abgelöst. Bei den Wahlen vom 24. April 1974 kandidierte er nicht erneut für ein Parlamentsmandat und schied aus der Abgeordnetenkammer aus. Ihm zu Ehren wurde der P. K. Le Roux Dam benannt, die heutige Talsperre Vanderkloof.